# Octopus minor
Octopus minor är en bläckfiskart som först beskrevs av Sasaki 1920.  Octopus minor ingår i släktet Octopus och familjen Octopodidae.

## Underarter
Arten delas in i följande underarter:
- O. m. minor
- O. m. pardalis
- O. m. typicus